# Ривърсайд (писта)
Вижте пояснителната страница за други значения на Ривърсайд.
Ривърсайд Интернешънъл е състезателна писта на която се провеждат автомобилни състезания. Тя се намира в Ривърсайд, Калифорния, САЩ.

## История
Трасето е в експлоатация от 22 септември 1957 г. до 2 юли 1989 г. Оригиналният дизайн се оказва, че е опасен и е частично преконфигуриран през 1969 г.

## Характеристика
Пистата е построена, за да се съобразява с няколко различни вида автомобилни състезания. И трите варианта на Ривърсайд са дълги – (3,27 мили (5.26 км)), на кратък курс (2,5 мили (4.0 км)), както и НАСКАР (2,62 мили (4.22 км)). Оригиналът на пистата е 1,1 морски мили (1,8 км). През 1960 на пистата се провежда и единственото състезание от шампионата на Формула 1 за Голямата награда на САЩ победител става британецит Стърлинг Мос.

## Победители във Формула 1
| Година | Пилот        | Конструктор    | Писта     | Статистика |
| ------ | ------------ | -------------- | --------- | ---------- |
| 1960   | Стърлинг Мос | Лотус-Клаймакс | Ривърсайд | Статистика |